# سعيد الغانمي
سعيد الغانمي كاتب وباحث ومترجم عراقي يقيم في أستراليا، ولد في العراق عام 1958م، وله أكثر من 60 كتاباً بين مؤلَّف ومترجَم.
وحصل على جائزة الشيخ زايد للكتاب عام 2017م في فرع الفنون والدراسات النقدية عن كتابه ” فاعلية الخيال الأدبي”.

## تعليمه
انشغل الغانمي في بداية ثمانينات القرن الماضي، وهو طالب في قسم الترجمة بكلية الآداب، جامعة الموصل، بعلم اللغة، أو الألسنية، فكانت ثمرة ذلك أول كتاب له عنوانه “اللغة علما” (صدر في بغداد سنة 1986).

## إصداراته

### المؤلفات
1. (المعنى والكلمات). صدر عن دار الشؤون الثقافية، بغداد، 1989م.
2. (أقنعة النص) قراءات نقدية في الأدب. صدر عن دار الشؤون الثقافية عام 1991م.
3. (الكنز والتأويل) قراءات في الحكاية العربية. صدر عن المركز الثقافي العربي عام 1994م.[7]
4. (معرفة الآخر) مدخل إلى المناهج النقدية الحديثة [بالاشتراك مع: عبد الله إبراهيم وعواد علي]. صدر عن المركز الثقافي العربي عام 1996م.[8]
5. (منطق الكشف الشعري). صدر عن المؤسسة العربية للدراسات والنشر عام 1999م.[9][10]
6. (ملحمة الحدود القصوى) المخيال الصحراوي في أدب إبراهيم الكوني. صدر عن المركز الثقافي العربي عام 2000م.[11]
7. (مئة عام من الفكر النقدي): صدر عن دار المدى عام2001م.[12]
8. (خزانة الحكايات). صدر عن المركز الثقافي العربي عام 2004م.[13]
9. (في الجواب على الأسئلة النصيرية) [تحقيق] تأليف: صدر الدين الشيرازي. صدر عن منشورات الجمل عام 2005م.[14]
10. (العصبية والحكمة: قراءة في فلسفة التاريخ عند ابن خلدون). صدر عن المؤسسة العربية للدراسات والنشر عام 2006م.[15]
11. (الأعمال الصوفية).[تحقيق] صدر عن منشورات الجمل عام 2007م.[16]
12. (أترا-حسيس) ملحمة الخلق والطوفان. صدر عن المركز الثقافي العربي عام 2008م.[17]
13. (ينابيع اللغة الأولى). صدر عن هيئة أبو ظبي للثقافة والتراث عام 2009م.[18]
14. (حراثة المفاهيم: الثقافة الزراعية والشيتية والفلسفة في كتاب الفلاحة النبطية). صدر عن منشورات الجمل عام 2010م.[19]
15. (البدايات الأخيرة). ديوان شعر. صدر عن دار الكتب الوطنية في هيئة أبو ظبي للثقافة التراث عام 2010م.[20]
16. (كنوز وبار: الملحمة العربية الضائعة). صدر عن منشورات الجمل عام 2011م.[21]
17. (تنقيح الأبحاث للملل الثلاث) [تحقيق] تأليف: سعد بن منصور بن كمونة. صدر عن منشورات الجمل عام 2013م.[22]
18. (الملل والنحل) [تحقيق] تأليف: محمد عبد الكريم الشهرستاني. صدر عن منشورات الجمل عام 2013م.[23]
19. (كتاب الزينة: معجم إشتقاقي في المصطلحات الدينية والثقافية) [تحقيق] تأليف: أبو حاتم الرازي. صدر في جزأين عن منشورات الجمل عام2015.
20. (كتاب أمونيوس في آراء قدماء الفلاسفة) [تحقيق]. صدر عن دار الجمل 2014م.
21. (أقنعة المقنّع الخراساني). صدر عن منشورات الجمل عام 2016م.[24]
22. (ديوان ابن الحَجّاج) أبي عبد الله الحسين بن أحمد المتوفي سنة 391. [تحقيق]. صدر عن منشورات الجمل عام 2017م في 4 مجلدات.[25]
23. (مخاطبات الوزراء السبعة: الترجمة العربية لكتاب «سندبادنامة» من أصول «ألف ليلة وليلة») [تحقيق] صدر عن منشورات الجمل 2018.[26]
24. (معمار الفكر المعتزلي: قراءة في تاريخ الاعتزال منذ تفتحه حتى انطفائه). صدر عن دار الرافدين 2020.[27]
25. (نزهة الأشواق في أخبار المتيمين والعشاق) [تحقيق]. صدر عن دار الجمل 2020.[28]
26. (اللغة في الرواية: مقدمات قصيرة). صدر عام 2020.
27. (مفاتيح خزائن السرد: مدونة المعتمد الأدبي والتحليل الصنفي في السرد العربي القديم). صدر عن دار الرافدين 2021.[29]
28. (أربع رسائل فلسفية) تأليف أبو الحسن العامري. [تحقيق وتقديم]. صدر عن دار التنوير 2022.[30]
29. (خيال لا ينقطع: قراءة في ألف ليلة وليلة). صدر عن دار الرافدين 2022.[31]
30. (أبعد من واق الواق أقرب من حبل الوريد). صدر عن دار الرافدين 2022.[32]
31. (نقشوا على الحجر: قراءات في ثقافة مفقودة). صدر عن دار الرافدين 2022.
32. من بابل إلى بغداد: التراث البابلي في الأدب العربي. صدر عن دار الرافدين 2023.[33]

### الترجمات
1. (اللغة علماً). صدر عن دار الشؤون الثقافية عام 1986م.[3][34]
2. (كتاب الرمل) تأليف: خورخي لويس بورخيس. صدرت الطبعة الأولى عن دار منارات عام 1990م.[35]
3. (اللغة والخطاب الأدبي) مقالات لغوية في الأدب. صدر عن المركز الثقافي العربي عام 1993م.
4. (السيمياء والتأويل) تأليف: روبرت شولز. صدر عن المؤسسة العربية للدراسات والنشر عام 1994م.[36]
5. (النظرية الأدبية المعاصرة). تأليف: رامان سلدن. صدر عن المؤسسة العربية للدراسات والنشر عام 1996م.[37]
6. (الصانع). تأليف خورخي لويس بورخيس. صدر عن المؤسسة العربية للدراسات والنشر عام 1996م.[38]
7. (شعرية التأليف) بنية النص الفني وأنماط الشكل التأليفي. تأليف: بوريس أوسبنسكي [بالاشتراك مع ناصر حلاوي]: صدر عن المشروع القومي للترجمة.[39]
8. (الوجود والزمان والسرد) فلسفة بول ريكور. [مجموعة من المؤلفين]. صدر عن المركز الثقافي العربي عام 1999م.[40]
9. (العمى والبصيرة) مقالات في بلاغة النقد المعاصر. تأليف: بول دي مان. صدر عن المشروع القومي للترجمة عام 2000م.[41]
10. (الممارسة النقدية) تأليف: كاترين بيلسي. صدر عن دار المدى عام 2001م.[42]
11. (فلسفة البلاغة) تأليف: فلسفة البلاعة، آيفور أرمسترونغ ريتشاردز [بالاشتراك مع ناصر حلاوي]، ط1، صدر عن دار أفريقيا الشرق عام 2002م.[43]
12. (نظرية التأويل) الخطاب وفائض المعنى. تأليف: بول ريكور. صدر عن المركز الثقافي العربي عام 2003م.[44][45]
13. (العرب والغصن الذهبي) تأليف: ياروسلاف ستيتكيفيتش. صدر عن المركز الثقافي العربي عام 2005م.[46]
14. (الزمان والسرد) الحبكة والسرد التاريخي. تأليف: بول ريكور. [بالاشتراك مع فلاح رحيم]. صدر عن دار الكتاب الجديد المتحدة عام 2006م.[47]
15. (الزمان والسرد) الزمان المروي. تأليف: بول ريكور. صدر عن دار الكتاب الجديد المتحدة عام2006م.[48]
16. (العقل واللغة والمجتمع) تأليف: جون سيرل. صدر عن الدار العربية للعلوم ومنشورات الاختلاف والمركز الثقافي العربي عام 2006م.[49]
17. (الغابة النرويجية) تأليف: هاروكي موراكامي. رواية صدرت عن المركز الثقافي العربي عام 2007م.[50]
18. (سفر التكوين البابلي) تأليف: ألكسندر هايدل. صدر عن دار النهضة العربية عام 2007م.[51]
19. (بواعث الإيمان) تأليف: بول تيليتش. صدر عن منشورات الجمل عام 2007م.[52]
20. (أساسيات اللغة) تأليف: رومان جاكبسون. صدر عن مشروع كلمة للترجمة عام 2008م.[53]
21. (التقويم في النقوش العربية الجنوبية) تأليف: أ. ف. ل. بيستون. صدر عن دار الكتب الوطنية 2008م.
22. (البصرة وحلم الجمهورية الخليجية) تأليف: ريدر فسّر. صدر عن دار الجمل 2008م.[54]
23. (نقد ملكة الحكم) تأليف إمانويل كانط. صدر عن منشورات الجمل 2009م.[55]
24. (المدونة الكبرى الكتاب المقدس والأدب) تأليف: نورثروب فراي. صدر عن كلمة ومنشورات الجمل عام 2009م.[56]
25. (اللغة والأسطورة) تأليف: أرنست كاسيرر. صدر عن مشروع كلمة للترجمة عام 2009م.[57][58]
26. (ترجمة النفس) السيرة الذاتية في الأدب العربي. تحرير: دويت راينولدز. صدر عن مشروع كلمة للترجمة عام 2009م.[59]
27. (البابليون) تأليف: هاري ساكز. صدر عن دار الكتاب الجديد المتحدة عام 2009م.[60]
28. (مدخل إلى الفلسفة القديمة) تأليف: أ. هـ. آرمسترونغ. صدر عن مشروع كلمة للترجمة والمركز الثقافي العربي عام 2009م.[61]
29. (الحضارات الأولى الأصول والأساطير) تأليف: غلين دانيال. صدر عن مجلة دبي الثقافية عام 2009م.[62][63]
30. (مفاتيح اصطلاحية جديدة: معجم مصطلحات الثقافة والمجتمع) تأليف: طوني بينيت ولورانس غروسبيرغ وميغان موريس. صدر عن المنظمة العربية للترجمة 2011م.[64]
31. (الطبخ في الحضارات القديمة) تأليف: كاثي ك. كوفمان. صدر عن مشروع كلمة للترجمة 2012م.[65]
32. (تأملات في اسم الوردة) تأليف: أمبرتو إيكو. صدر عن دار الكتاب الجديد 2013م.[66]
33. (قصص) تأليف: خورخي لويس بورخيس. صدر عن مشروع كلمة للترجمة 2013م.[67]

## الجوائز
فاز الباحث سعيد الغانمي بجائز الشيخ زايد للكتاب في دورتها الحادية عشرة 2017-2016. وذلك عن كتابه: (فاعلية الخيال الأدبي) محاولة في بلاغية المعرفة من الأسطورة حتى العلم الوصفي.
كتاب الغانمي “فاعلية الخيال الأدبي”، الفائز بجائزة الشيخ زايد، ينقسم إلى ثمانية فصول يدرس فيها: النظرية وأساسها اللغوي، وخاصية الأدب المعيش في ثقافة مبدأ الاسم، وديانة اللاهوت الطبيعي، وابتكار الملحمة: الأطر الثقافية والخصائص الصنفية، كما يتطرق إلى سواحل إيونيا: آخر أشباح الأسطورة، وسقراط: مشروع قراءة أدبية، إضافة إلى أفلاطون: الميتافيزيقيا والخيال الأدبي، وأرسطو: البنية المنطقية للغة.

## أقواله
1. «كان أساتذتنا يعلموننا أن لا نقول لا أعرف، حتى لو سألك الطالب سؤالاً لا تعرفه، فأجبه عن شيء تعرفه. وعندما درسنا في جامعات أجنبية، فوجئنا أن أكثر العبارات تكراراً لدى الأساتذة هي (لا أعرف)».[3]
2. "سأعلن عن بداية مشروعي بعد أول خمسين كتاباً. حينئذ سأرقي نفسي من درجة "قارئ" إلى درجة "كاتب".[3]